# نوشتورف
نوشتورف (به آلمانی: Nostorf) یک شهر در آلمان است که در لودویگسلوست-پارشیم واقع شده‌است. نوشتورف ۷۵۳ نفر جمعیت دارد.